# For the Mastery of the World
For the Mastery of the World és una pel·lícula muda de l'estudi Eclair America dirigida per Oscar A.C. Lund i interpretada per Alec B. Francis i Belle Adair. Basada en el relat "Elusive Isabel" de Jacques Futrelle que es va publicar per entregues al Saturday Evening Post, es va estrenar el 9 de desembre de 1914. Es tracta de la segona part de la pel·lícula "Adventures in Diplomacy" (1914) que es va filmar en 6 bobines però que es va estrenar en dues parts de tres bobines cadascuna amb tres mesos de diferència (setembre i desembre de 1914). Tot i que la primera pel·lícula ja tenia un argument complert, aquesta segona li confereix un final feliç.

## Argument
Mr. Grimm és un brillant detectiu dels serveis secrets dels Estats Units. Rep la notícia que Rosa Morini, una coneguda aventurera i espia, està negociant la venda d'una bomba que es pot accionar a més de 3.000 milles de distància. El govern que l'aconsegueixi tindrà un poder absolut sobre la resta del món. Poc després de saber això, Prince Morini, el germà de Rosa, és arrestat. Rep una nota de l'inventor de la bomba, Pietro, en la que amb tinta invisible urgeix a Rosa d'accelerar la venda de l'aparell.
A través de l'amistat amb la filla de l'ambaixador francès Rosa entra en contacte amb la legació italiana. L'endemà Grimm l'ha seguida a la legació italiana i se li ordena detenir-la per tal de deportar-la al seu país juntament amb el seu germà. Disfressat d'italià arresta de Rosa i el príncep i els diu que han d'abandonar el país. Mentre s'encamina al vaixell, Rosa s'adona de la identitat de Grimm i va aconseguir enviar un cable al capità del vaixell en què diu que els funcionaris s'ha equivocat en detenir el Príncep Marini i la seva germana i que quan arribin els ha d'alliberar. Tan bon punt arriben al moll, el capità, que ha rebut el cable, es disculpa i els allibera. Poc després Grimm els localitza en un restaurant però Rosa aconsegueix posar un somnífer en el seu cafè. En caure desmaiat, el germà el lliga i el deixa fora amagat. Pietro, l'inventor de la bomba teledirigida, rep un missatge en que se li diu que si es capaç de provar satisfactòriament el funcionament de l'arma hi ha dues grans potències disposades a comprar-la aquella mateixa nit. Quan Grimm recupera els sentits, troba una nota de Rosa que li diu adéu. L'admiració de Grimm per la intel·ligència de la noia es torna en enamorament i decideix salvar-la d'ella mateixa. Aconsegueix deslligar-se, recupera el rastre i segueix al príncep i Rosa en un taxi fins al lloc on s'ha de dur a terme la prova. Entusiasmat, el príncep s'acosta massa on ha de tenir lloc l'explosió i aquesta el mata. A la vegada, degut a l'estrès per la prova, Pietro mor d'un atac de cor. Grimm s'endú la noia de l'escena de l'explosió contenta de començar una vida nova amb ell.

## Repartiment
- Alec B. Francis (Mr. Grimm)
- Belle Adair (Rosa Morini)
- Edward Roseman (Prince Morini)